# Extrema (Minas Gerais)
Extrema is een gemeente in de Braziliaanse deelstaat Minas Gerais. De gemeente telt 27.155 inwoners (schatting 2009).